# Гордість і упередження (фільм, 2005)
«Го́рдість і упере́дження» (англ. «Pride and Prejudice») — британсько-французький фільм-драма 2005 року, екранізація однойменного роману англійської письменниці Джейн Остін 1813 року. Перший кінофільм знятий британським режисером Джо Райтом. Номінований на премію Оскар в чотирьох категоріях — найкраща головна жіноча роль (Кіра Найтлі), найкраща режисура, найкращі костюми (Жаклін Дерран) й найкраща музика написана для кінофільму (Даріо Маріанеллі). Номінований на премію Британської кіноакадемії BAFTA у п'ятьох категоріях. Одержав премію BAFTA в категорії «найкращий дебют» (режисер Джо Райт).
Фільм був знятий влітку 2004, на території кількох районів Великої Британії. У зйомках було задіяно кілька відомих маєтків:
- Чатсворт (Chatsworth House) у Дербіширі;
- Вілтон (Wilton House) у Солсбері (як «Пемберлі»);
- Грумбрідж (Groombridge Place) у Кенті (як «Лонгборн»);
- Безілдон Парк (Basildon Park) у Беркширі (як «Недерфілд»);
- Берглі (Burghley House) у Кембриджширі (як «Розінгс»).

Місто Стемфорд було задіяно як «Мерітон». У фільмі також з'явилися Храм Аполло й Палладійський міст у Сторхед (Palladian Bridge of Stourhead).
Прем'єра в Україні відбулася 12 січня 2006 р.

## У ролях
- Кіра Найтлі — Елізабет «Ліззі» Беннет
- Меттью Макфедьєн — Фіцвільям Дарсі
- Дональд Сазерленд — пан Беннет
- Бренда Блетін — пані Беннет
- Розамунд Пайк — Джейн Беннет
- Джена Мелоун — Лідія Беннет
- Кері Малліган — Кетрін Беннет
- Талула Райлі — Мері Беннет
- Том Голландер — пан Коллінз
- Саймон Вудз — Чарльз Бінглі
- Джуді Денч — леді Кетрин де Бург
- Руперт Френд — Джордж Вікхем
- Клоді Блеклі — Шарлотта Лукас
- Пенелопа Вілтон — пані Гардинер
- Пітер Вайт — пан Гардинер
- Келлі Райлі — Керолайн Бінглі
- Тамзін Мерчант — Джорджіана Дарсі
- Корнеліус Бут — полковник Фіцвільям

## Сюжет
Дія відбувається на початку XIX століття в провінційній Англії. У центрі оповідання — небагата родина Беннетів, що складається з пана й пані Беннет та їхніх п'ятьох дочок — Джейн, Елізабет (Ліззі), Мері, Кетрин (Китті) і Лідії. Вони живуть на фермі у селі Лонгборн. Однак спадкоємцем цієї ферми є двоюрідний брат дівчат, племінник Беннета — пан Коллінз. Тому головною метою життя пані Беннет є скоріше й вдаліше видати дочок у шлюб — перш, ніж помре пан Беннет. Друга за віком дочка й головна героїня фільму, розумна та вільнодумна Елізабет, вірить, що шлюб повинен засновуватися тільки на справжньому коханні — і тому не квапиться одружуватися.
На радість родини, багатий і молодий хлопець Чарльз Бінглі селиться у великому будинку в сусідстві, у Недерфілді. На місцевому балі його відрекомендували місцевому товариству. Його супроводжують сестра Керолайн і його неприступний зарозумілий друг Дарсі, «який володіє половиною Дербішира». Вони також знайомляться із членами родини Беннетів. Бінглі зачарований старшою дочкою Беннетів, чарівною й скромною Джейн — що викликає захоплення у її матері. Елізабет почуває відразу до Дарсі після того, як він різко відкинув її спробу поговорити з ним і відмовився танцювати, коли в неї не було партнера. Крім того, разом з подругою Шарлоттою вона випадково підслуховує, як у розмові з Бінглі він називає її «ледве стерпною й не досить гарною, щоб зачарувати його».
Наступного дня Джейн одержує запрошення на обід у маєток Бінглі. Пані Беннет, що прагне за всяку ціну домогтися заручин Джейн із Бінглі, відправляє її туди на коні під дощем. У результаті, як вона й планувала, Джейн застудилася й на кілька днів залишилася в будинку Бінглі до одужання. Елізабет вирішує відвідати хвору сестру і йде в Недерфілд пішки. Там вона вступає в словесну дуель із Дарсі й заінтриговує його; тим часом Джейн і Бінглі ще більше зачаровані одне одним.
Незабаром до Беннетів приїжджає «жахливий кузен» пан Коллінз — спадкоємець їхнього маєтку, пихатий церковний працівник, що постійно розхвалює свою патронесу, леді Кетрин де Бург. Однією із цілей його візиту є вибрати собі дружину з дочок Беннета, про що він розповідає пані Беннет. Їй подобається ідея видати одну зі своїх дочок за самого спадкоємця їхньої ферми, і вона переконує його вибрати Лізі, оскільки «Джейн уже незабаром буде заручена».
У той же час до міста прибуває військовий загін, на величезну радість молодших дочок Беннет. Привабливий і люб'язний лейтенант Джордж Вікхем привертає увагу дівчат, включно з Елізабет. Познайомившись із ним, вона довідується від нього, що він і Дарсі з дитинства знають один одного. Більш того, батько Дарсі любив Вікхема як сина й залишив йому чималу спадщину, але після його смерті Дарсі-син через ревнощі відмовився видати гроші Вікхему й залишив його в бідності. Через це Елізабет починає ще більше нехтувати Дарсі.

Пан Дарсі й Елізабет на балі у маєтку Бінглі.

Щоб зміцнити своє положення в новому суспільстві й вразити Джейн, Бінглі влаштовує пишний бал у своєму маєтку. Всупереч обіцяному, Вікхем не приходить на бал — і Елізабет змушена танцювати з незграбним Коллінзом. Нарешті вирвавшись від нього, вона несподівано одержує запрошення на танець від Дарсі й, зненацька для себе, приймає його. Під час танцю вона намагається поговорити з ним про їхні відносини з Вікхемом, але він зустрічає це з сарказмом і обіцяє дати їй нагоду пізнати себе краще.
Елізабет каже Шарлотті, що вульгарна поведінка її молодших сестер і матері (яка вже завзято розповідає всім про майбутній «вигідний шлюб» Джейн) може віддалити Бінглі від Джейн. Шарлотта, в свою чергу, вважає, що Джейн повинна бути менш сором'язливою й виявити більшу цікавість до нього.
Під час сніданку пан Коллінз зненацька для Елізабет освідчується їй, але вона відмовляє йому, всупереч волі матері, заручившись підтримкою батька.
Джейн довідується, що Бінглі раптом терміново виїхав до Лондону. Елізабет впевнена, що це Керолайн, котра з упередженням ставиться до їхньої родини, навмисно змусила його виїхати. Вона переконує сестру також поїхати до Лондона і погостювати у їхніх тітки й дядька Гардинерів та, можливо, зустрітися там з Бінглі.
Пізніше Елізабет шокує новина про те, що Коллінз, розпачливо шукаючи для себе дружину, запропонував шлюб Шарлотті, яка погодилася, оскільки боялася залишитися старою дівою. Через деякий час після їх весілля вона одержує запрошення від Шарлотти відвідати їх.
Коли вона гостює в Коллінзів, вони запрошені на обід до леді Кетрин, і Елізабет змушена піти з ними. У розкішному величезному палаці леді вона зненацька зустрічає Дарсі: виявляється, що він є племінником леді та приїхав погостювати. Деспотична леді поводиться досить гордовито з Ліззі, але вона дотепно відповідає на її кпини, чим вражає Дарсі. Пізніше у розмові він зізнається їй, що був непривітним і небагатослівним при їхній першій зустрічі, тому що «не має таланту невимушено спілкуватися з людьми, яких ніколи раніше не зустрічав».
Вранці, на службі у церкві, вона на свій жах випадково довідується від приятеля Дарсі, що той нещодавно «урятував» свого друга Бінглі від «необачного одруження». Розуміючи, що саме він розлучив її сестру з Бінглі, вона в розпачі тікає. Дарсі наздоганяє її, емоційно зізнається їй у коханні й пропонує їй шлюб, «незважаючи на думку його родини і на її низьке становище в суспільстві». Елізабет одночасно вражена освідченням й ображена принизливою причиною. Вона звинувачує його в підлому поводженні з Вікхемом і руйнуванні майбутнього її сестри. Він підтверджує, що сприяв розлученню Джейн і Бінглі тому, що йому здалося, ніби Джейн до нього байдужа, а її родичі вразили його нескромними манерами. Попри всі його пояснення, Елізабет відкидає Дарсі, і вони розходяться, при цьому, однак, ледве утримавшись від поцілунку.
Незабаром Дарсі відвідує її, лише щоб залишити їй лист, в якому розповідає шокуючу правду про себе й Вікхема. Виявляється, що у дійсності той одержав усе, що йому заповів батько Дарсі, але швидко програв усе в карти, і почав вимагати ще грошей у Дарсі. Крім того, він намагався спокусити молодшу сестру Дарсі, Джорджіану, яка є багатою спадкоємицею, а зрозумівши, що не одержить її грошей, зник. Стосовно ситуації з Джейн і Бінглі, він пише, що лише хотів уберегти друга від розчарування, та припускає, що помилився. Елізабет починає переосмислювати свою думку про Дарсі й, охоплена суперечливими почуттями, повертається додому. Незабаром додому повертається і Джейн разом з Гардинерами, у доброму настрої, й говорить, що вже майже повністю забула про Бінглі. Елізабет не розповідає їй про недавні події. Гардинери пропонують їй вирушити з ними в невелику подорож по Дербіширу, щоб допомогти їй розвіяти сумніви.
Проїжджаючи повз маєток Дарсі у Пемберлі, вони вирішують навідатися туди, незважаючи на заперечення Елізабет. Там її вражає неймовірна розкіш будинку, а також захоплені відгуки про Дарсі від його домашньої служниці. Гуляючи будинком, вона раптово виявляє там Дарсі, який потім знайомить її зі своєю сестрою й запрошує гостей на обід. Її дивують його приємні манери й незвичайно привітна поведінка, і вона виявляє до нього більше симпатії.
Однак через деякий час Елізабет одержує неприємну новину — її легковажна наймолодша сестра Лідія, котру відправили на канікули без супроводу, утекла з Вікхемом. Стурбована Елізабет негайно повертається додому. Її родина вважає, що тепер ніхто не захоче одружуватися з їхніми дівчатами, тому що легковажна сестра зіпсувала репутацію їхньої родини. На їхнє полегшення, вони незабаром одержують листа від дядька Гардинера, у якому він повідомляє, що ця пара мешкає в Лондоні і вони збираються одружитися. Пан Беннет припускає, що Гардинер підкупив Вікхема, щоб той одружився з їхньою дочкою, й, таким чином, репутація родини була б врятована. Коли молодята приїжджають у будинок Беннетів, Лідія видає секрет Елізабет — насправді це саме Дарсі знайшов їх, організував весілля й за все заплатив, але велів нікому про це не говорити. Елізабет усвідомлює, що Дарсі, попри те, що він спочатку поводився гордовито i ставився до неї і її родини з упередженням, є гідною й шляхетною людиною, і зізнається Джейн, наскільки неправильною була її думка про нього.
Бінглі й Дарсі повертаються до Недерфілду. Збентежений Бінглі нарешті освідчується Джейн, яка з радістю приймає пропозицію.
Пізно ввечері до Беннетів заявляється леді Кетрин де Бург — до неї дійшли чутки, що її племінник начебто хоче одружитися з Елізабет. Вона говорить, що не допустить, щоб він побрався з дівчиною нешляхетного походження, а не з її донькою, як вона розраховувала, і зухвало вимагає від Елізабет пообіцяти їй відмовити Дарсі. Принижена Елізабет відмовляється це зробити і в сльозах просить її залишити їхній будинок. Після інциденту вона цілу ніч не може заснути й на світанку вирушає на прогулянку в поле. Вдалині вона бачить Дарсі, що рухався їй назустріч. Він довідався про витівку його тітки і йому не терпілося попросити пробачення. Крім того, коли він почув, що Елізабет відмовилася пообіцяти леді ніколи не заручатися з ним, це дало йому надію. Він зізнається Елізабет, що допоміг відновити репутацію її родини, переконавши Вікхема одружитися з Лідією, тільки заради  Елізабет; що, як і раніше, кохає її і хоче з нею одружитися. Цього разу вона погоджується. Вони вдвох ідуть просити дозволу на шлюб у пана Беннета. Він здивований, оскільки завжди вважав, що його дочка нехтує Дарсі. Але він погоджується, коли Елізабет розповідає всю правду про Дарсі, запевняє, що дійсно кохає його й саме це, а не його багатство, є для неї найголовнішою причиною одружитися з ним.